# Раул Албентоса
Раул Албентоса е испански футболист, централен защитник.

## Биография
Юноша на Алзира Испания от 1997, през 2003 преминава в школата на Елче Испания. Играе като централен защитник, но се справя и като дефанзивен полузащитник. Дебютира за втория състав на тима през сезон 2007/08, а на 15 юни 2008 играе и първия си мач за представителния отбор на Елче Испания в загубата 0:1 от Херес Испания. От август 2009 до януари 2010 играе под наем в Каравака Испания, след което се завръща в Елче Испания. През лятото на 2010 преминава в Реал Мурсия Империал Испания, втория отбор на Реал Мурсия Испания, а от лятото на 2011 е футболист на Сан Роке де Лепе Испания. От лятото на 2012 до лятото на 2013 се състезава за Кадис Испания. На 21 юли 2013 подписва с Ейбар Испания и вкарва първия си гол като професионален футболист на 2 март 2014 при победата с 3:0 над Спортинг Хихон Испания. През сезон 2013/14 помага на тима да извоюва промоция в Ла Лига за първи път в тяхната история, като прави дебют в Испанската Ла Лига на 24 август 2014 при победата с 1:0 над Реал Сосиедад Испания, а първи гол в Ла Лига вкарва на 19 септември 2014 при победата с 2:0 над Елче Испания. На 16 януари 2015 преминава в Дерби Каунти Англия за 600 хиляди евро. Дебют за тима прави на 24 януари 2015 при победата с 2:0 над Честърфийлд Англия. През сезон 2015/16 се завръща в Испания като играе за Малага Испания под наем. На 9 юли 2016 подписва договор с Депортиво ла Коруня Испания. На 31 август 2018 след изпадането на тима във втора дивизия е даден под наем на Химнастик Испания, но се завръща в Депортиво ла Коруня през януари 2019 и малко след това разтрогва договора си. На 22 юли 2019 подписва с ЦСКА. Дебютира за армейците на 1 август 2019 в двубоя с Осиек Хърватия завършил 4:4 след изпълнение на дузпи. Вкарва дебютен гол при равенството 2:2 с Левски София на 1 септември 2019, като на същия ден за пръв път носи капитанската лента на тима след смяната на Занев. На 16 април 2020 разтрогва с тима след молба на собствениците във връзка със ситуацията с извънредното положение в България.